# Schuilenburg (Overijssel)
Schuilenburg is een buurtschap in de gemeente Hellendoorn in de Nederlandse provincie Overijssel. Het ligt in het centrum van de gemeente, twee kilometer ten noorden van Hellendoorn. In Schuilenburg liggen de resten van de havezate Schuilenburg waaraan de buurtschap haar naam heeft ontleend.

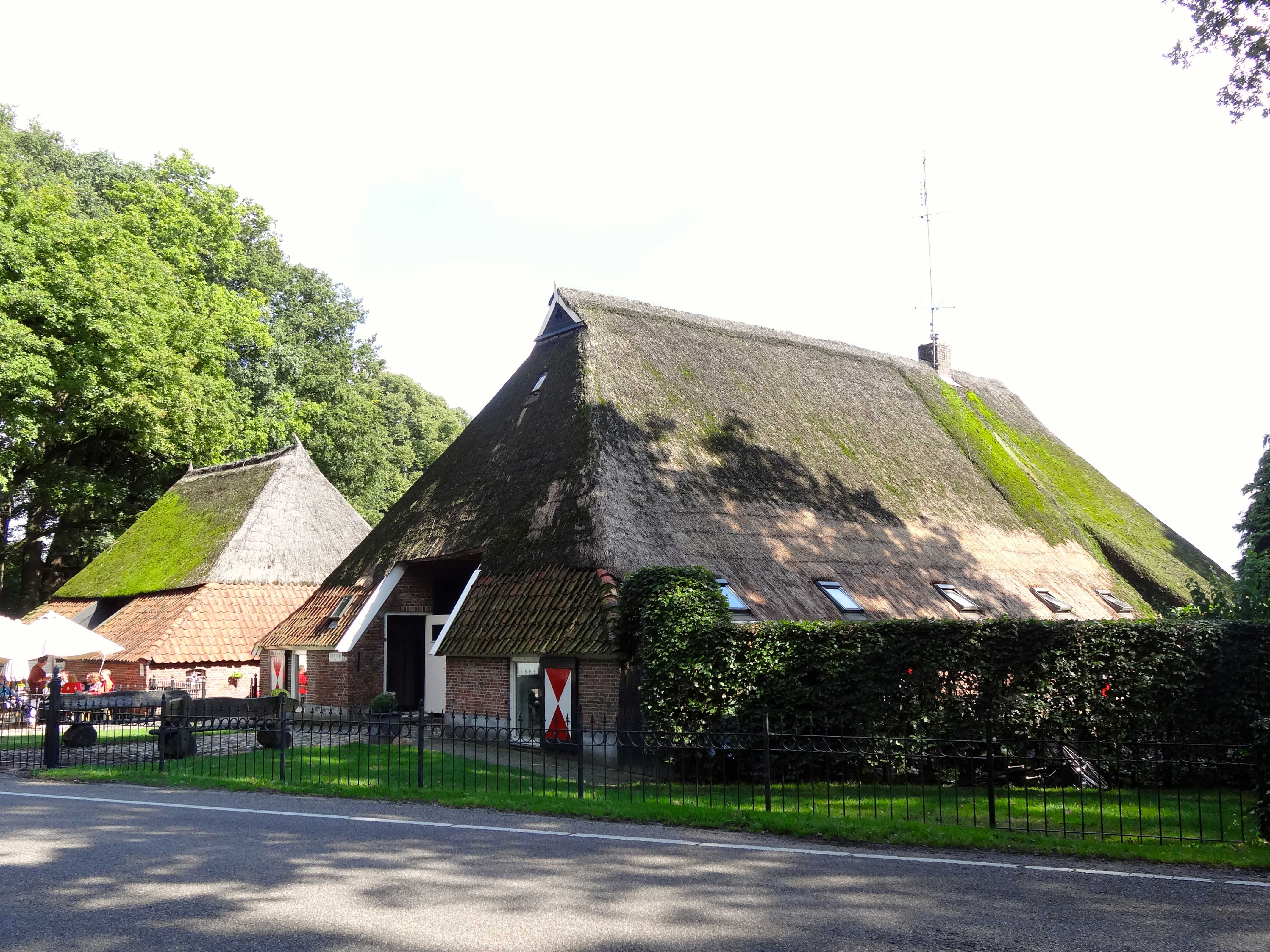
Bouwhuis uit 1727 en schuur behorend bij Schuilenburg

Hoofdplaats: Nijverdal      Dorpen: Daarle · Daarlerveen · Haarle · Hellendoorn

Buurtschappen: Eelen · Egede · Hankate · Hexel · Hulsen · Marle · Noetsele · Overwater · Piksen · Rhaan · Schuilenburg

Overijssel · Steden en dorpen      Nederland · Provincies · Gemeenten